# Managementul informațiilor
Managementul informațiilor se referă la un ciclu de activitate organizațională: achiziționarea de informații de la una sau mai multe surse, găzduirea și distribuirea acestor informații pentru cei care au nevoie de ele, și în final arhivarea sau ștergerea lor.
Acest ciclu de implicare organizațională cu informații implică o varietate de părți interesate: de exemplu, cei care sunt responsabili pentru asigurarea calității, accesibilitatea și utilitatea informațiilor obținute, cei care sunt responsabili pentru depozitarea în condiții de siguranță și modul de utilizare a lor, precum și cei care au nevoie de ele pentru luarea deciziilor. Părțile interesate ar putea deține drepturile de proveniență, de schimbare, distribuie sau șterge a informațiilor în conformitate cu politicile de management al informațiilor organizaționale.
Managementul informațiilor cuprinde toate conceptele generice de management, inclusiv: planificarea, organizarea, structurarea, prelucrarea, controlul, evaluarea și raportarea activităților de informare, tot cea ce este nevoie pentru a satisface nevoile celor cu roluri organizaționale sau funcții care depind de informații.
Managementul informațiilor este strâns legat de, și se suprapune cu, gestionarea datelor, sistemelor, tehnologiilor, [ [proces]]elor și - în cazul în care disponibilitatea informațiilor este esențială pentru succesul organizațional - strategiei. Acest punct de vedere al domeniului larg de gestionare a informațiilor contrastează cu punctul de vedere timpuriu, mai tradițional, că ciclul de viață al gestionării informațiilor este o problemă operațională care necesită proceduri, capacități și standarde organizaționale specifice care se ocupă de informații ca un produs sau un serviciu.

## Istorie

### Idei emergente din gestionarea datelor
În anii 1970, gestionarea informațiilor în mare parte în cauză contează mai aproape de ceea ce ar fi numit acum gestionarea datelor: cărți perforate, benzi magnetice și alte medii de înregistrare, care implică un ciclu de viață al unor astfel de formate care necesită origine, distribuție, backup, întreținere și eliminare. În acest moment, potențialul imens al tehnologiei informației a început să fie recunoscut: de exemplu, un singur cip care stochează o carte întreagă sau mesaje de mișcare electronică în mișcare instantaneu în întreaga lume, idei remarcabile la acea vreme. Odată cu proliferarea tehnologiei informației și la îndemânarea sistemelor informatice în anii 1980 și 1990, gestionarea informațiilor a preluat o nouă formă. Întreprinderile progresive, cum ar fi petrolul britanic, au transformat vocabularul a ceea ce a fost apoi "management IT", astfel încât "analiștii sistemelor" au devenit "analiști de afaceri", "aprovizionarea monopol" a devenit un amestec de "insourcing" și "outsourcing", și marele IT Funcția a fost transformată în "echipele slabe" care au început să permită o anumită agilitate în procesele care valorizează informațiile pentru beneficiul afacerii. Domeniul de aplicare a interesului de conducere în domeniul informațiilor de la petrolul britanic, extins de crearea de valoare prin îmbunătățirea proceselor de afaceri, pe baza gestionării eficiente a informațiilor, permițând punerea în aplicare a sistemelor informatice adecvate (sau a unor aplicații ") care au fost operate pe infrastructura IT a fost externa lizată. În acest fel, managementul informațiilor nu mai era un loc de muncă simplu care ar putea fi efectuat de oricine care nu avea altceva de făcut, a devenit extrem de strategic și o chestiune de atenție superioară. O înțelegere a tehnologiilor implicate, o abilitate de a gestiona bine sistemele informatice și schimbarea afacerii și o dorință de a alinia strategiile tehnologice și de afaceri a devenit necesare.

## Aspecte teoretice

### Teorii comportamentale și organizaționale
În mod evident, buna gestionare a informațiilor este crucială pentru funcționarea fără probleme a organizațiilor, și deși nu există nicio teorie general acceptată de gestionare a informațiilor în sine, suport pentru teoriile comportamentale și organizaționale. Conform teoriei științei comportamentale în management, dezvoltată în principal la Universitatea Carnegie Mellon și susținută în mod evident de March și Simon, în cele mai multe cazuri în organizațiile moderne este vorba de fapt de manipularea informațiilor și de luarea deciziilor. Un factor important în manipularea de informații și luarea deciziilor este abilitatea unei persoane de a procesa informații și de a lua decizii în temeiul limitării care ar putea deriva din context: vârsta unei persoane, complexitatea situației, sau o lipsă a unei calități necesară în informațiile care se află la mână - toate acestea exacerbate de avansul rapid al tehnologiei, precum și de noile tipuri de sisteme permise, mai ales ca rețelele sociale apar ca un fenomen pe care mediul de afaceri nu îl  poate ignora. Și totuși, cu mult înainte de a exista orice recunoaștere generală a importanței managementului informațiilor în cadrul organizațiilor, March și Simon au susținut că organizațiile trebuie să fie considerate ca sisteme de cooperare, cu un nivel ridicat de procesare a informațiilor și o necesitate mare de luare a deciziilor la diferite niveluri. În loc să folosească modelul "omului economic", așa cum se susține în teoria clasică, au propus "omul administrativ" ca o alternativă bazată pe argumentarea lor despre limitele cognitive ale raționalității. În plus, ei au propus noțiunea de satisfacere, care presupune căutarea prin alternativele disponibile până se atinge un prag de acceptabilitate - o altă idee care este încă la modă.

### Teoria economică
În plus față de factorii de organizare menționate de March și Simon, există alte probleme care provin din dinamica economică și de mediu. Există costul de colectare și evaluare a informațiilor necesare pentru a lua o decizie, inclusiv timpul și efortul necesar. Costul de tranzacție asociat cu procesele de informare poate fi ridicat. În special, normele și procedurile de organizare stabilite pot complica luarea deciziei cele mai adecvate, ceea ce duce la rezultate sub-optimale. Aceasta este o problemă care a fost prezentată ca o problemă majoră în organizațiile birocratice care își pierd aptitudinile de schimbare strategică din cauza atitudinii înrădăcinate.

## Operaționalizarea managementului informațiilor

### Gestionarea schimbării necesare
Organizațiile se confruntă adesea cu multe provocări și probleme de managementul informațiilor la nivel operațional, în special atunci când schimbarea organizațională este generată. Noutatea noii arhitecturi de sisteme și o lipsă de experiență cu noile stiluri de management al informației necesită un nivel al managementulio schimbarii organizationale care este foarte dificil de atins. Ca urmare a unei reticențe organizaționale generală la schimbare, la permiterea de noi forme de management al informației, ar putea exista (de exemplu): un deficit în resursele necesare, un eșec în confirmarea noii clase de informații și noile proceduri care le utilizează, o lipsă de sprijin din partea conducerii superioare care duce la o pierdere de viziune strategică, și chiar manevre politice care subminează funcționarea întregii organizații. Cu toate acestea, punerea în aplicare a noilor forme de management al informației ar trebui să conducă în mod normal, la beneficii operaționale.

### Opera timpurie a lui Galbraith
În lucrările sale timpurii, luând în considerare prelucrarea informațiilor în proiectarea unei organizații, Jay Galbraith a identificat cinci domenii tactice pentru a crește capacitatea de prelucrare a informațiilor și a reduce nevoia de prelucrare a informațiilor.
- Dezvoltarea, implementarea, monitorizarea și toate aspectele legate de "mediu" ale unei organizații.
- Crearea de resurse simplificate pentru a reduce presiunea pe ierarhia generală a resurselor și pentru a reduce prelucrarea informațiilor legate de suprasarcină.
- Crearea de sarcini autonome, cu limite definite și care pot realiza 	închiderea corectă, și cu toate resursele la îndemână necesare pentru a efectua sarcina.
- Recunoașterea relațiilor laterale care se suprapun unității funcționale, astfel încât să se deplaseze putere de decizie la proces în loc de a-l fragmenta în cadrul ierarhiei.
- Investițiile în sistemele de informații verticale prin care curg informații pentru o sarcină specifică (sau set de activități), în conformitate cu logica de afaceri aplicată.

### Organizații matriceale
Conceptul relațiilor laterale duce la o forma de organizație care este diferită de ierarhie simplă, "organizația matriceală". Aceasta reunește vertical (ierarhic) punctul de vedere al unei organizații și orizontal (produs sau [ [proiect]]) punctul de vedere al muncii pe care o face vizibilă pentru lumea exterioară. Crearea unei organizații matriceală este un răspuns al managementului la o fluiditate persistentă a cererii externe, evitând răspunsurile variate și false la cerințele episodice care tind să fie tratate individual.